# بييت فان دير هورست
بييت فان دير هورست (بالهولندية: Piet van der Horst sr.) مواليد 25 أكتوبر 1903 في هولندا - الوفاة 18 فبراير 1983 في بريدا، كان دراج هولندي. سبق أن شارك في دورة الألعاب الأولمبية الصيفية وفاز بميدالية أولمبية.

## الميداليات
| الميدالية | المسابقة                       |
| --------- | ------------------------------ |
| فضية      | الألعاب الأولمبية الصيفية 1928 |

## روابط خارجية
- بييت فان دير هورست على موقع أرشيف الدراجات (الإنجليزية)
- بييت فان دير هورست على موقع أوليمبيديا (الإنجليزية)
- profile